# Ormsjön, Södermanland
Ormsjön är en sjö i Katrineholms kommun i Södermanland och ingår i Nyköpingsåns huvudavrinningsområde. Ormsjön ligger i naturreservatet Ormsjöbergen och i Ormsjöbergen Natura 2000-område.